# انفصال (فلم أمريكي)
انفصال  (بالإنجليزية: Detachment) هو فيلم درامي أمريكي صدر سنة 2011، من إخراج توني كاي وبطولة أدريان برودي، مارسيا غاي هاردن، كرستينا هندريكس، براين كرانستون وآخرين.

## القصة
تدور أحداث الفيلم حول مدرس بديل يدعى «هنري» (أدرين برودي) يحاول أن يتجنب أية علاقات عاطفية، بعد صراع مع ماضٍ مضطرب، فيجد نفسه في إحدى المدارس العامة حيث عرف عنه باللامبالاة والحزن الشديد والوحدة. يحاول العثور على اتصال عاطفي بينه وبين الطلاب، ويحاول جديا الخروج من عالم الوحدة والفراغ العاطفي لإيجاد الجمال في العالم.

## روابط خارجية
- مقالات تستعمل روابط فنية بلا صلة مع ويكي بيانات